# Universidade do Cabo Ocidental
A Universidade do Cabo Ocidental (no original, University of the Western Cape) é uma universidade localizada nos subúrbios da Cidade do Cabo, na África do Sul.

## História
A universidade foi fundada em 1959, quando o Parlamento sul-africano (já durante o período do apartheid) aprovou a criação de um campus da Universidade da África do Sul, na Cidade do Cabo, exclusivamente para negros. A criação de campus e universidades exclusivamente para negros neste período está ligado a um contexto maior de supressão da oposição política negra, a introdução de medidas repressivas pelo governo, e o desenvolvimento de estruturas de controle da população negra no país.
Em 1960, as primeiras turmas foram formadas, com um total de 166 alunos no campus. Em 1970, o campus se tornaria uma universidade própria, com o nome de Universidade de Western Cape. Em 1975, após um grande número de protestos, foi apontado o primeiro reitor negro da universidade. Em 1982, em um documento apontando os objetivos da universidade, a universidade formalmente se posicionou contra a ideologia do apartheid.

### Artigos Científicos
- Wolpe, Harold (1995). «Transformation in South Africa: the case of the University of the Western Cape». Comparative Education. 31 (2): 275-292

### Páginas da Web
- UWC, University of the Western Cape (2013). «UWC History». Consultado em 2 de maio de 2019. Cópia arquivada em 1 de março de 2019